# Rhizoctonia endophytica
Rhizoctonia endophytica är en svampart. Rhizoctonia endophytica ingår i släktet Rhizoctonia och familjen Ceratobasidiaceae.

## Underarter
Arten delas in i följande underarter:
- filicata
- endophytica